# Ecser
Ecser, in het Slowaaks Ečer geheten, in een plaats in de Hongaarse provincie Pest. De plaats heeft 3552 inwoners waarvan een gedeelte tot de Slowaakse minderheid binnen Hongarije behoort. Ecser ligt vlak bij de internationale luchthaven Ferihegy International Airport en is met een spoorlijn, de lijn Boedapest-Újszász-Szolnok, en een snelweg met Boedapest verbonden.
Ecser bestaat uit vier historische kernen, Maglód, Vecsés, Gyömrő en Üllő geheten.

## Geschiedenis
Ecser werd op 15 december 1315 voor het eerst in een geschreven stuk vermeld. De plaats is ouder; in 896 zou volgens een legende de Magyaarse prins Árpád die zijn Aziatische volk het Donaugebied binnenleidde tegen een eik hebben uitgerust. Toen hij vroeg hoe de plek heette en vernam dat er geen topografische naam bekend was zei hij "noem het dan eik". "Cser" in Hongaars voor eik. 
Tijdens de eeuwenlange Ottomaanse overheersing van Hongarije (1526-1686) werd het dorp geheel verlaten maar in 1669 vestigden de eerste inwoners zich weer in Ecser. In de onafhankelijkheidsstrijd onder aanvoering van Rákóczi, 1703-1711, leverde Ecser elf soldaten.
Het Hongaarse platteland was tot in de 19e eeuw een feodaal gestructureerd gebied en de dorpen waren het bezit van adellijke grootgrondbezitters, de zogenaamde magnaten. Ecser was in het bezit van graaf Antal Grassalkovich die in de vroege 17e eeuw Slowaken naar het dorp haalde. Dit is de oorzaak van de Slowaakse minderheid.
Het dorp is in Hongarije bekend om zijn monumentale katholieke kerk uit 1740 en een volksdans, de 
"Ecseri lakodalmas" of Ecserse boerenbruiloft. De kerk, de dans en de mythische eik hebben een plaats gekregen in het wapen van Ecser.
Zoals zoveel Europese steden en gemeenten is ook Ecser een stedenband aangegaan. De Hongaren kozen voor Zlaté Klasy in Slowakije en Kumbağ in Turkije.

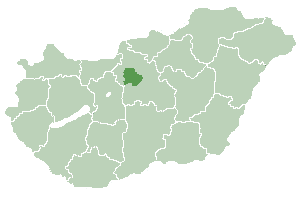
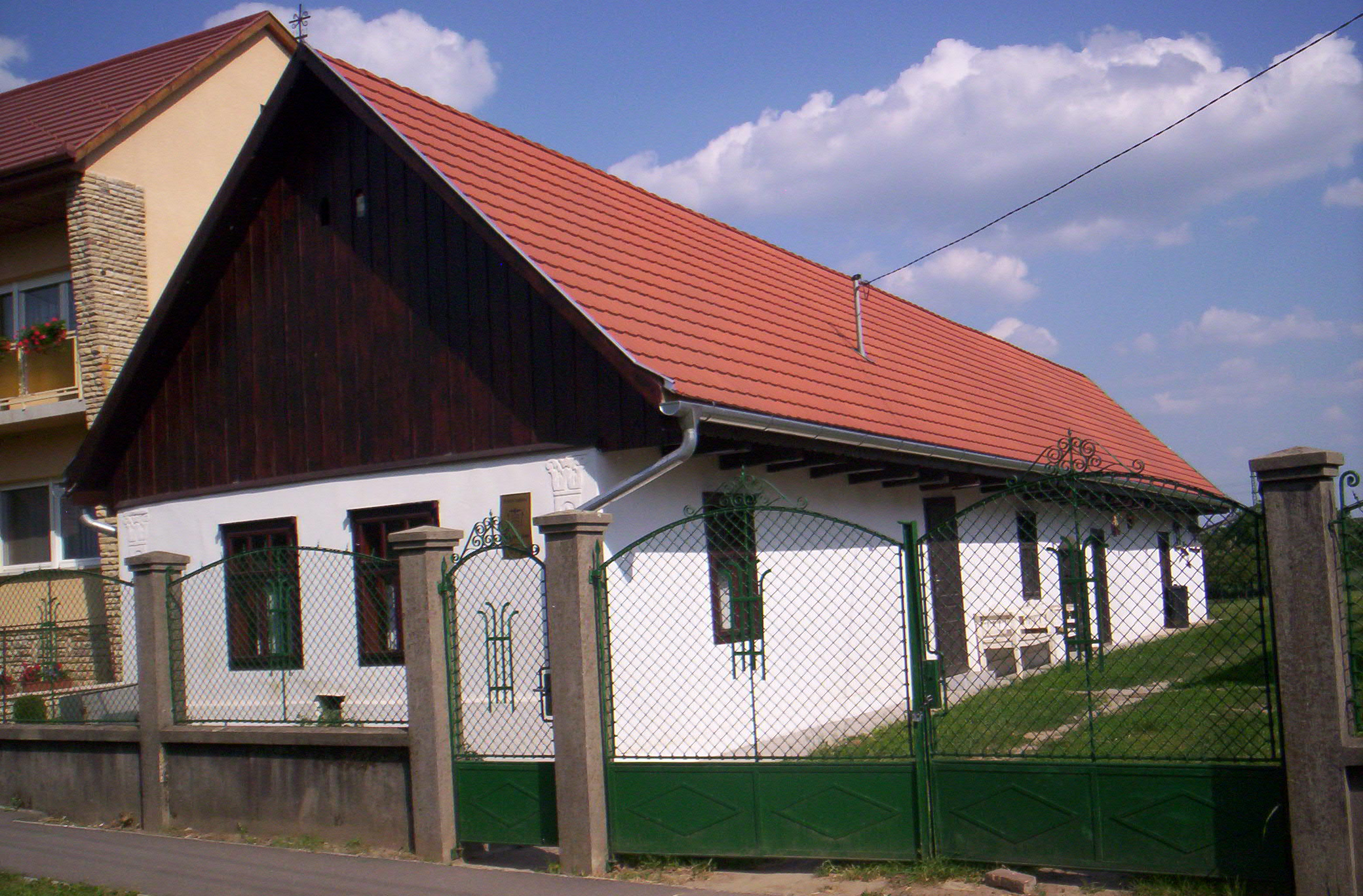
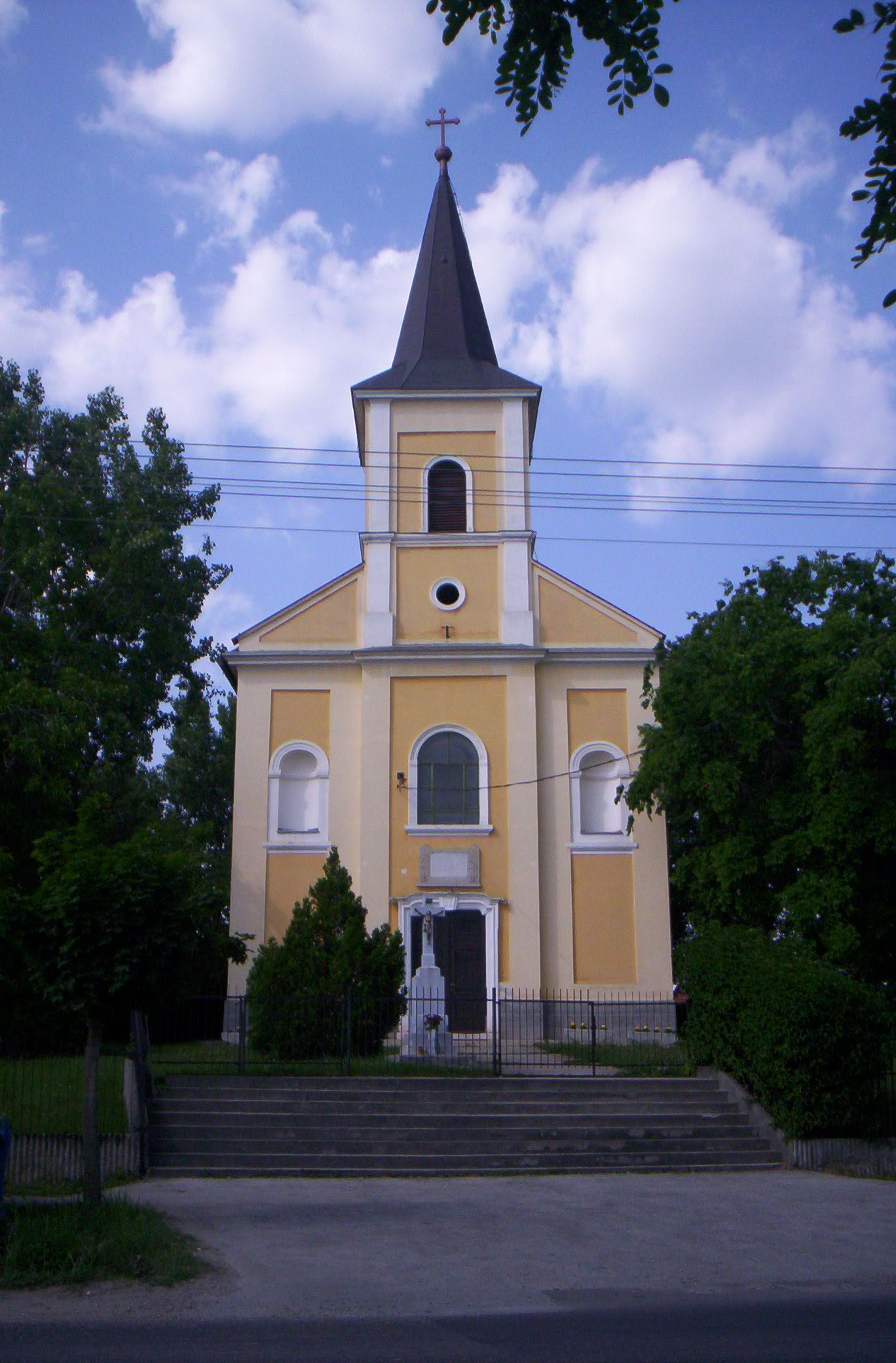
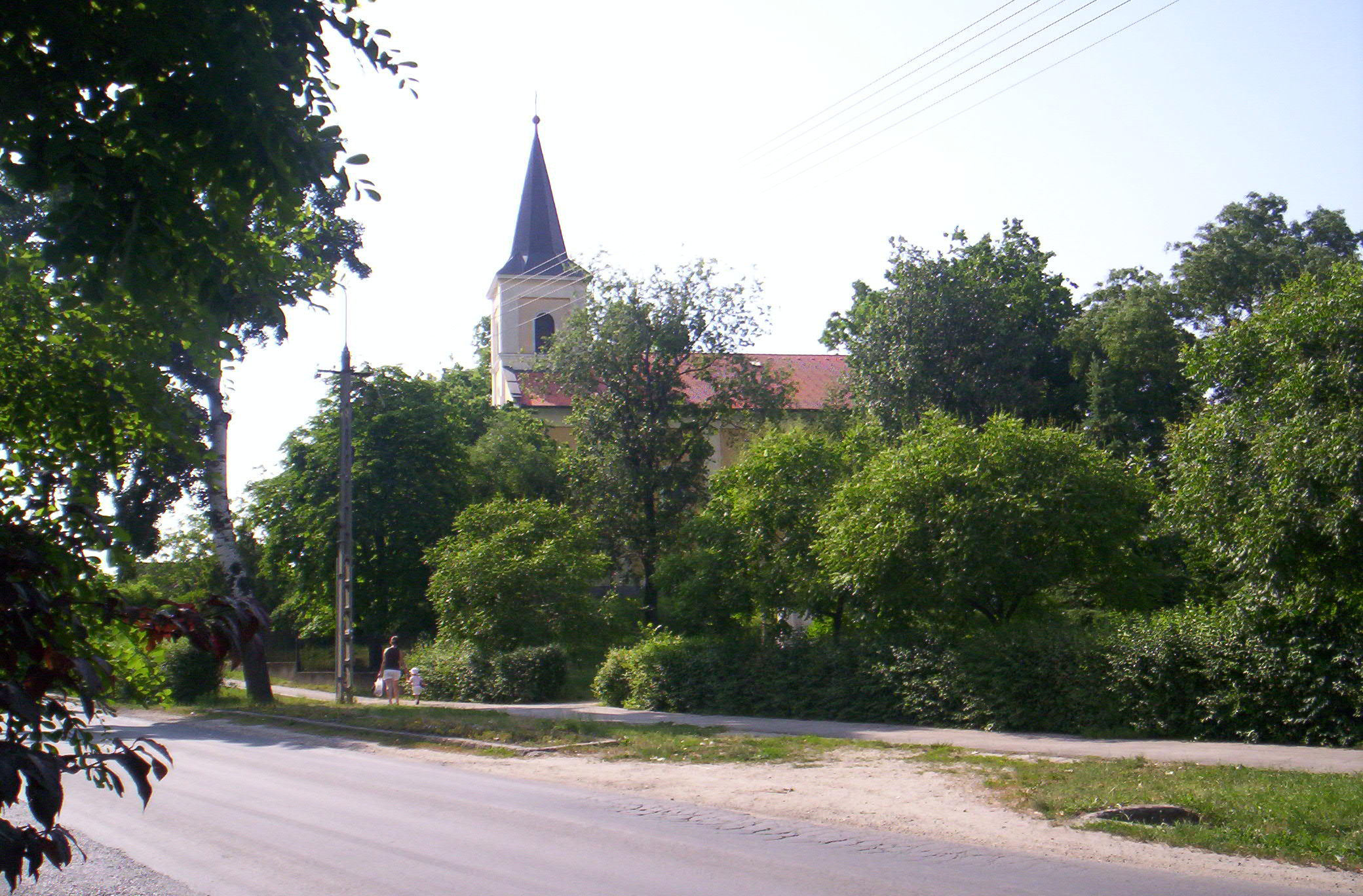